# オオヒカゲ
オオヒカゲ（大日陰、 Ninguta schrenckii）は、チョウ目（鱗翅目）タテハチョウ科ジャノメチョウ亜科に属するチョウの一つ。

## 概要
日本産ジャノメチョウ類の最大種。翅は大きいが体はそれほど大きくない。ヒカゲのグループであるがやや異端で、体のつくりなどはむしろキマダラモドキに近い。後翅裏に顕著に現れる蛇の目紋は地理的変異が激しく、マニアによりいくつかの俗称があたえられている。

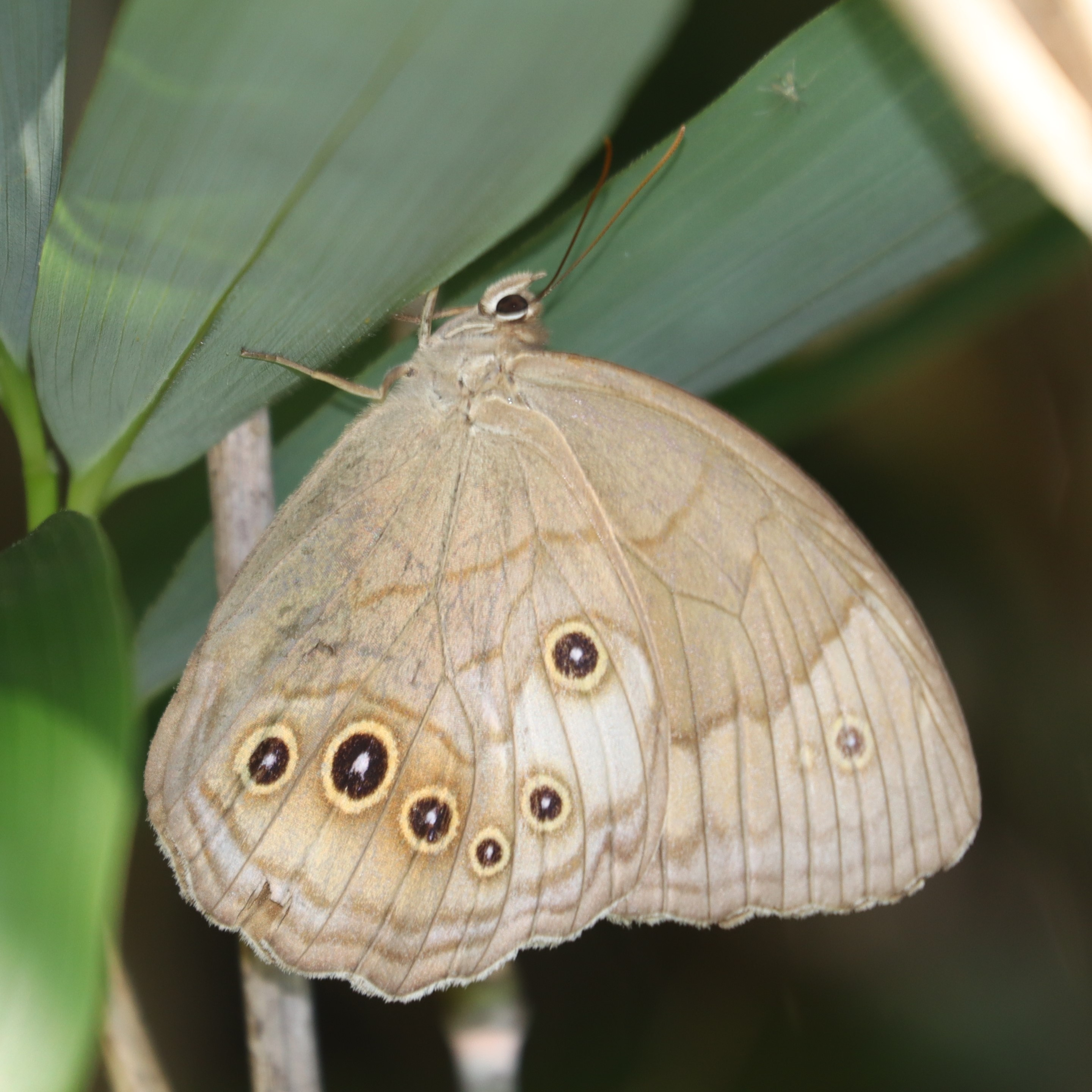
裏翅に蛇の目紋がある

食草はカヤツリグサ科のカワラスゲ・カサスゲ・ヒゴクサなど。越冬態は2齢もしくは3齢の幼虫。年一化性で、成虫は6月終わりから8月にかけて見られる。

## 分布
国内では北海道・本州にのみ生息するが、甲信越以西では分布は局所的。最西端は中国山地と思われる。国外では中国-朝鮮半島、ロシア極東部。